# 三田啓貴
三田 啓貴（みた ひろたか、1990年9月14日 - ）は、東京都世田谷区出身のプロサッカー選手。ポジションはミッドフィールダー（MF）。

## 来歴

### プロ入り前
小学校の校庭で練習していたところ、同校に通う武藤嘉紀の父が三田のプレーを目に留めてバディSCへと勧誘。小学校4年生の時に友達に誘われて同クラブでサッカーを始めた。
2003年よりFC東京の下部組織に加入。倉又寿雄によって左サイドハーフからボランチへとコンバートされ、守備意識を厳しく叩き込まれた。当時はトップチームのFWササ・サルセードに憧れていた。2008年の日本クラブユース選手権 (U-18)大会では、準々決勝、準決勝、決勝で3試合連続得点を記録し、チームの優勝に貢献。MVPにも選出された。この活躍により、トップチーム監督の城福浩はトップ昇格を熱望したが、春の時点で明治大学からオファーを受けていたために断念することとなった。同期は岩渕良太、山村佑樹、畑尾大翔、藤原広太朗、山崎侑輝、井上亮太、平野又三、など。
2009年、岩渕、山村と共に明治大学へ進学し、サッカー部に所属。同年の天皇杯では、監督の神川明彦曰く「大舞台に強い」と1年生ながら先発に抜擢され J2・湘南、J1・山形とJリーグ勢を相手に得点を重ねて4回戦進出に貢献した。プロを目指していない選手も多い環境の中でなかなか力を出し切れずにいたが、2学年先輩にあたる山田大記の練習に取り組む姿勢に影響され、徐々に責任感あるプレーを発揮。2011年より山田から背番号10を受け継ぎ 中心選手として活躍。同年の大学選手権ではベストMFに選出された。

### FC東京
2012年7月、FC東京の特別指定選手として登録された。磐田なども獲得を図っていたが 同月中に2013年からのFC東京加入内定が発表された。同年8月のJ1第22節大宮戦でJリーグ初出場。2013年は、6月のJ1中断期間中に評価を高め先発出場の機会を掴み、J1第15節浦和戦でJリーグ初得点を記録した。監督のランコ・ポポヴィッチからは、縦にボールを引き出し、高精度のパス配球が出来る点を長所に挙げられていた。2014年は序盤からインサイドハーフで先発起用され、7月には天皇杯秋田戦、J1第15節鹿島戦と公式戦連続得点を挙げたが、中盤より羽生直剛らとのポジション争いが激化。攻守のバランスに課題を見出し改善に努めたが、インサイドハーフでの本領発揮は難しく その攻撃の爆発力を十分には示せなかった。

### ベガルタ仙台
2016年、ベガルタ仙台へ期限付き移籍。ドイスボランチでのプレーを志願し、開幕節横浜FM戦で先発起用され、決勝点を挙げた。通年して高精度の配球で好機を演出しシュート数及びタックル数でチーム2位を記録するなど 攻守両面で活躍し、チーム年間MVPに選出された。
クラブからの高評価に応え、2017年から完全移籍へ移行。4月30日、第9節の清水エスパルス戦でJ1通算100試合出場を達成した。11月18日、第32節の大宮アルディージャ戦で自己最多のシーズン5点目を決めた。

### ヴィッセル神戸
2018年、ヴィッセル神戸に加入。リーグ戦では移籍初年度ながら前年を上回るシーズン6得点を挙げ、アンドレス・イニエスタやルーカス・ポドルスキを始めとしたタレント陣と共にチームを牽引した。

### FC東京（第2期）
2019年7月、シーズン途中ながら古巣・FC東京へ完全移籍で加入、3年半ぶりの復帰となった。

### 横浜FC
2023年1月2日、横浜FCに完全移籍加入。
2024年11月18日、契約満了で横浜を退団する旨が発表された。

### UDオリヴェイレンセ
2025年2月6日、ポルトガルのUDオリヴェイレンセへの加入が決定。前所属先の横浜FCと同じONODERA GROUPがオーナーのクラブへの移籍となり、また、海外クラブでのプレーは34歳にして自身初となる。

## エピソード

### ヴィッセル神戸での背番号
2018年のヴィッセル神戸加入当初からJ1第15節までは背番号8を着用していたが、同年5月に加入したアンドレス・イニエスタが8番を着用することになり、三田は背番号を7番に変更した。当初のJリーグの規約ではシーズン中の背番号変更は認められていなかったが、5月30日付でリーグのユニフォーム要項が改定され、変更が可能となった事によるものである（背番号変更経緯の詳細については、アンドレス・イニエスタ#ヴィッセル神戸を参照）。
その後、短期間で変わることになってしまった『背番号8・MITA』のユニフォームを購入してくれていたファンに対して、三田自ら「感謝の気持ちを伝えたい」との強い要望により、7月22日・湘南戦の試合前に、背番号8のユニフォームを購入済みのファンを対象とした「初めてのNo.7大作戦」と銘打ったイベントを開催。参加した約60名のファン・サポーターに対して、直筆サイン色紙と三田の自腹で製作したTシャツをプレゼントし、記念撮影を行った。
2019年は同年新加入のダビド・ビジャが背番号7を着用する事となり、三田は背番号を14番に変更。神戸加入2年目ながら2度目の背番号変更となった。

## 所属クラブ
- 2000年 - 2002年 バディサッカークラブ
  - FC東京サッカースクール
- 2003年 - 2005年 FC東京U-15 / FC東京U-15深川[注 1]
- 2006年 - 2008年 FC東京U-18 (都立千歳丘高校[43])
- 2009年 - 2012年 明治大学 (政治経済学部[12])
  - 2010年8月 - 同年9月  UEコルネヤ (UE Cornellà) (留学)
  - 2012年7月 - 同年8月  FC東京 (特別指定選手)
- 2013年 - 2016年  FC東京
  - 2016年  ベガルタ仙台 (期限付き移籍)
- 2017年  ベガルタ仙台
- 2018年 - 2019年7月  ヴィッセル神戸
- 2019年7月 - 2022年  FC東京
- 2023年 - 2024年  横浜FC
- 2025年 -  UDオリヴェイレンセ

## 個人成績
| 国内大会個人成績 | 国内大会個人成績 | 国内大会個人成績 | 国内大会個人成績 | 国内大会個人成績 | 国内大会個人成績 | 国内大会個人成績 | 国内大会個人成績 | 国内大会個人成績 | 国内大会個人成績 | 国内大会個人成績 | 国内大会個人成績 |
| 年度             | クラブ           | 背番号           | リーグ           | リーグ戦         | リーグ戦         | リーグ杯         | リーグ杯         | オープン杯       | オープン杯       | 期間通算         | 期間通算         |
| 年度             | クラブ           | 背番号           | リーグ           | 出場             | 得点             | 出場             | 得点             | 出場             | 得点             | 出場             | 得点             |
| 日本             | 日本             | 日本             | 日本             | リーグ戦         | リーグ戦         | リーグ杯         | リーグ杯         | 天皇杯           | 天皇杯           | 期間通算         | 期間通算         |
| ---------------- | ---------------- | ---------------- | ---------------- | ---------------- | ---------------- | ---------------- | ---------------- | ---------------- | ---------------- | ---------------- | ---------------- |
| 2009             | 明治大           | 17               | -                | -                | -                | -                | -                | 4                | 2                | 4                | 2                |
| 2012             | FC東京           | 36               | J1               | 1                | 0                | 1                | 0                | -                | -                | 2                | 0                |
| 2013             | FC東京           | 36               | J1               | 17               | 2                | 4                | 1                | 4                | 1                | 25               | 4                |
| 2014             | FC東京           | 8                | J1               | 24               | 2                | 2                | 1                | 3                | 0                | 29               | 3                |
| 2015             | FC東京           | 8                | J1               | 18               | 1                | 6                | 2                | 1                | 0                | 25               | 3                |
| 2016             | 仙台             | 18               | J1               | 31               | 4                | 5                | 0                | 1                | 0                | 37               | 3                |
| 2017             | 仙台             | 18               | J1               | 33               | 5                | 9                | 2                | 0                | 0                | 42               | 7                |
| 2018             | 神戸             | 8→7              | J1               | 32               | 6                | 2                | 0                | 3                | 3                | 37               | 9                |
| 2019             | 神戸             | 14               | J1               | 15               | 1                | 5                | 0                | 1                | 0                | 21               | 1                |
| 2019             | FC東京           | 7                | J1               | 14               | 1                | 2                | 0                | -                | -                | 16               | 1                |
| 2020             | FC東京           | 7                | J1               | 26               | 1                | 2                | 0                | -                | -                | 28               | 1                |
| 2021             | FC東京           | 7                | J1               | 32               | 1                | 11               | 1                | 1                | 0                | 44               | 2                |
| 2022             | FC東京           | 7                | J1               | 16               | 0                | 5                | 1                | 0                | 0                | 21               | 1                |
| 2023             | 横浜FC           | 25               | J1               | 31               | 0                | 3                | 0                | 2                | 0                | 36               | 0                |
| 2024             | 横浜FC           | 25               | J2               | 12               | 2                | 2                | 0                | 1                | 1                | 15               | 3                |
| 通算             | 日本             | 日本             | J1               | 290              | 24               | 57               | 8                | 16               | 4                | 363              | 34               |
| 通算             | 日本             | 日本             | J2               | 12               | 2                | 2                | 0                | 1                | 1                | 15               | 3                |
| 通算             | 日本             | 日本             | 他               | -                | -                | -                | -                | 4                | 2                | 4                | 2                |
| 総通算           | 総通算           | 総通算           | 総通算           | 302              | 26               | 59               | 8                | 21               | 7                | 382              | 39               |

- 2012年は特別指定選手

| 国際大会個人成績 | 国際大会個人成績 | 国際大会個人成績 | 国際大会個人成績 | 国際大会個人成績 |
| 年度             | クラブ           | 背番号           | 出場             | 得点             |
| AFC              | AFC              | AFC              | ACL              | ACL              |
| ---------------- | ---------------- | ---------------- | ---------------- | ---------------- |
| 2020             | FC東京           | 7                | 4                | 0                |
| 通算             | AFC              | AFC              | 4                | 0                |

- 2012年8月18日：Jリーグ初出場 - J1第22節 大宮アルディージャ戦 (味スタ)
- 2013年7月10日：Jリーグ初得点 - J1第15節 浦和レッズ戦 (埼玉)

## タイトル

### クラブ
FC東京U-15
- 日本クラブユースサッカー選手権 (U-15)大会 (2003年)

FC東京U-18
- イギョラ杯 国際親善ユースサッカー大会 (2006年)
- サニックス杯国際ユースサッカー大会 (2007年)
- Jリーグユース選手権大会 (2007年[3])
- 関東プリンスリーグ (2008年[3])
- 日本クラブユースサッカー選手権 (U-18)大会 (2008年[3])

明治大学
- 東京都サッカートーナメント (2009年)
- 全日本大学サッカー選手権大会 (2009年[3])
- 関東大学サッカーリーグ戦 (2010年[3])

FC東京
- Jリーグカップ：1回（2020年）

### 個人
- 日本クラブユースサッカー選手権 (U-18)大会 MVP (2008年)
- 全日本大学サッカー選手権 最優秀MF (2011年[13])

## 選抜歴
- 2010年 全日本大学選抜
- 2012年 全日本大学選抜